# Coeranoscincus frontalis
Coeranoscincus frontalis är en ödleart som beskrevs av  De Vis 1888. Coeranoscincus frontalis ingår i släktet Coeranoscincus och familjen skinkar. Inga underarter finns listade i Catalogue of Life.